# Elías Ricardo Figueroa
Elías Ricardo Figueroa (Paysandú, 26 de janeiro de 1988) ou somente Elías Figueroa é um futebolista uruguaio que atua no Liverpool.

## Seleções de base
Foi revelado pelo Liverpool em 2005 quando tinha apenas 17 anos e foi chamado para defender a seleção sub-17 do Uruguai no mundial sub-17 no Peru onde ele jogou as três partidas da primeira fase e marcou 2 gols mas a seleção uruguaia não avançou de fase. Dois anos depois ele foi convocado pela seleção uruguaia para o Mundial Sub-20 de 2007 no Canadá onde ele jogou duas partidas como substituto e passou em branco.